# オリンポスの果実
『オリンポスの果実』（オリンポスのかじつ）は、1940年に発表された田中英光の中編小説である。

## 概要
作者の田中英光自身が、青春期の1932年、ロサンゼルス・オリンピックにボート競技選手として参加した際の経験に基づく創作で、主人公がある女子選手に淡い想いを抱くが、結局2人の間にほとんど何も起こらない純然たる片思い小説で、私小説の形式で物語が展開する。
初出は『文學界』1940年9月号で、同年11月に高山書院より刊行され、第7回池谷信三郎賞受賞作品となった。没後の1951年に新潮文庫に収録されたこともあり、時代の推移とともに田中の他の作品が次第に忘れ去られていく中で、青春小説として読み継がれている。
なお、主人公の「ぼく」こと「坂本重道」は田中自身、ヒロインの女子選手「秋ちゃん」こと「熊本秋子」は、同じくロサンゼルス五輪に陸上競技（女子走高跳）代表選手として出場した相良八重がモデルとされている。モデルとなった相良の夫は小説を読んで怒り、友人で同じく代表選手の中西みち（登場人物「内田」のモデルの一人とされる）は小説の内容が嘘で「大した小説ではない」と評し、真保正子も相良が「男の人なんか見向きもしなかった」と語っている。相良にとってモデルにされたことは不名誉で、はた迷惑なことだった。

## 梗概
主人公の「ぼく」坂本重道が、ロサンゼルス・オリンピックにボートの選手として参加するために搭乗する、太平洋を渡る船の上が主たる舞台である。「秋ちゃん」という呼びかけで始まり、「ぼく」は陸上の選手として同船している熊本秋子に淡い恋心を抱いているが、仲間の男たちの冷やかしを受け、秋子も坂本の思いに気づく。しかし遂に「ぼく」は彼女に恋心を伝えるには至らない。その後、召集され戦地に赴いた「ぼく」は、当時のことを思い出しつつ、連絡が途絶えてしまった秋子に次のように呼びかけて物語は終わる。「あなたは、いったい、ぼくが好きだったのでしょうか」。

## テレビドラマ

### 1977年版
NHKの『銀河テレビ小説』の「昭和の青春シリーズ」第一作として、1977年1月10日から21日まで10回にわたって放送された。原作とは異なって、戦後まで生き延びた作家「坂本重道」が、破滅的な生活を重ね自ら命を絶つまでの間に、青春時代を回想する形で進行する。坂本が自死を遂げる最終回のラスト近く、挿入歌として長谷川きよしの「黒の舟唄」が流された。
キャスト
- 坂本重道 - 山本紀彦
- 市川秋子 - 萩尾みどり[4]
- 山﨑リエ - 梶芽衣子[5]
- 検事 - 内藤武敏
- 留置場の男 - 矢崎滋
- 警官 - 佐野哲也
- 森 - 福崎和宏
- 村川 - 進藤忠
- 松山 - 兼松隆
- 東海 - 八角隆徳
- 重道の父 - 藤田啓而
- 重道の母 - 成田光子
- 幼少の重道 - 出原健一
- その姉 - 小添栄江
- ケーシー高峰

スタッフ
- 脚本 - 早坂暁
- 音楽 - 山内忠
- 制作 - 平原日出夫
- 協力 - 早稲田大学漕艇部
- 美術 - 川上潔
- 技術 - 浜屋敷孝、玄間道雄
- 効果 - 村田幸治
- 演出 - 藤田道郎

### 1994年版（『文學ト云フ事』版）
フジテレビの番組『文學ト云フ事』の第8回（1994年6月7日放送）で、「日本文学史上、究極の告白日記小説!!」として紹介され、断片的なシーンがドラマ化された。